# Leptogaster upembana
Leptogaster upembana är en tvåvingeart som beskrevs av Emile Janssens 1954. Leptogaster upembana ingår i släktet Leptogaster och familjen rovflugor.
Artens utbredningsområde är Kongo. Inga underarter finns listade i Catalogue of Life.